# Аленсбах
Аленсбах (њем. Allensbach) општина је у њемачкој савезној држави Баден-Виртемберг. Једно је од 25 општинских средишта округа Констанц. Према процјени из 2010. у општини је живјело 7.120 становника. Посједује регионалну шифру (AGS) 8335002.

## Географија
Аленсбах се налази у савезној држави Баден-Виртемберг у округу Констанц. Општина се налази на надморској висини од 400 метара. Површина општине износи 26,5 km².

## Становништво
У самом мјесту је, према процјени из 2010. године, живјело 7.120 становника. Просјечна густина становништва износи 268 становника/km².